# Pannotia

Pannotia khoảng 540 triệu năm trước nhìn từ cực Nam Trái Đất, theo.

Pannotia là một siêu lục địa đã tồn tại từ khoảng 600 triệu năm trước tới khoảng 540 triệu năm trước. Lần đầu tiên nó được Dalziel miêu tả năm 1997.

Sự trôi dạt của các lục địa

Khoảng 750 triệu năm trước, siêu lục địa trước đó là Rodinia tách ra thành 3 lục địa:
- Protolaurasia (Protolaurasia sau đó tách ra và cuối cùng tái hình thành ra Laurasia)
- Thềm lục địa Congo
- Protogondwana (tất cả của Gondwana, ngoại trừ Congo và Atlantica)

Protolaurasia tự quay về hướng nam tới cực Nam. Protogondwana tự quay theo hướng ngược chiều kim đồng hồ. Congo nằm giữa Protogondwana và Protolaurasia khoảng 600 triệu năm trước. Điều này đã tạo thành Pannotia.
Pannotia có thời gian tồn tại ngắn. Các va chạm dẫn đến hình thành Pannotia là các va chạm thoáng qua, và các lục địa hợp thành Pannotia vẫn tiếp tục trôi dạt. Vào khoảng 540 triệu năm trước, hoặc chỉ khoảng 60 triệu năm sau khi Pannotia hình thành, Pannotia bị tách ra thành 4 lục địa: Laurentia, Baltica, Siberia và Gondwana.